# Freddy Schwienbacher
Freddy Schwienbacher (Merano, 3 agosto 1975) è un ex fondista italiano.

## Biografia
Originario di Santa Valburga d'Ultimo, in Coppa del Mondo esordì il 13 dicembre 1995 a Brusson (25°) e ottenne la prima vittoria, nonché podio, il 13 gennaio 2002 a Nové Město na Moravě.
In carriera prese parte a due edizioni dei Giochi olimpici invernali, Salt Lake City 2002 (26° nella 15 km, 5° nello sprint) e Torino 2006 (5° nello sprint, 9° nello sprint a squadre), e a tre dei Campionati mondiali (6° nello sprint a Val di Fiemme 2003 il miglior risultato).

## Palmarès

### Coppa del Mondo
- Miglior piazzamento in classifica generale: 27º nel 2002 e nel 2002
- 6 podi (2 individuali, 4 a squadre[2]):
  - 2 vittorie (1 individuale, 1 a squadre)
  - 3 secondi posti (1 individuale, 2 a squadre)
  - 1 terzo posto (a squadre)

#### Coppa del Mondo - vittorie
| Data            | Località             | Nazione   | Spec.                 |
| --------------- | -------------------- | --------- | --------------------- |
| 13 gennaio 2002 | Nové Město na Moravě | Rep. Ceca | TS TL (con Fabio Maj) |
| 12 marzo 2004   | Pragelato            | Italia    | SP TL                 |

Legenda:

TL = tecnica libera

SP = sprint

TS = sprint a squadre

### Campionati italiani
- 6 medaglie:
  - 1 oro (sprint[3] nel 2006)
  - 2 argenti (sprint[3] nel 2001; sprint[3] nel 2002)
  - 3 bronzi (10 km nel 2000[senza fonte]; inseguimento[4] nel 2001; 30 km nel 2002[senza fonte])